# 犁灰蝶族
犁灰蝶族（学名：Lycaenesthini）是灰蝶科眼灰蝶亞科裡的一個族。物種分佈於非洲、亞洲和大洋洲的熱帶地區，主要分佈於非洲森林。小至中型蝴蝶，展翅寬16-40毫米。翅面往往有藍色或藍紫色金屬光澤，翅底以深褐色為主。金合歡是寄主植物。

## 分類
- 尖角灰蝶屬 Anthene
- Cupidesthes
- Neurellipes
- Neurypexina
- Triclema

## 腳註
1. ↑  Brower, Andrew V. Z. 2008. Lycaenesthini Toxopeus 1929. Ciliate Blues, Hairtails. Version 02 May 2008 (under construction). http://tolweb.org/Lycaenesthini/111534/2008.05.02 （页面存档备份，存于） in The Tree of Life Web Project, http://tolweb.org/ （页面存档备份，存于） （英文）